# Schmutzler-Nunatak
Der Schmutzler-Nunatak ist ein rund 1500 m (nach britischen Angaben 1400 m) hoher Nunatak im westantarktischen Ellsworthland. Er ragt 2,5 km südsüdwestlich des Gaylord-Nunatak und 1,5 km nordwestlich des Neff-Nunatak in der Gruppe der Grossman-Nunatakker auf.
Der United States Geological Survey (USGS) kartierte ihn anhand eigener Vermessungen und mithilfe von Luftaufnahmen der United States Navy zwischen 1965 und 1968. Das Advisory Committee on Antarctic Names benannte ihn 1987 nach Robin A. Schmutzler, Kartograf des USGS und Mitglied einer US-amerikanisch-britischen Mannschaft zur Vermessung der Orville-Küste von 1977 bis 1978.